# 1908年オーストラレーシアン選手権
1908年 オーストラレーシアン選手権（1908ねんオーストラレーシアンせんしゅけん、1908 Australasian Championships）に関する記事。オーストラリア・シドニー市内にある「ダブルベイ・テニスクラブ」にて開催。

## 大会の流れ
- 全豪選手権の開催地として、シドニーで開かれた最初の大会。シドニーは1971年まで、全豪選手権（1970年・1971年は全豪オープン）の回り持ち開催都市の1つであった。
- 1921年まで、全豪選手権の実施競技は男子シングルス・男子ダブルスの2部門のみであった。女子競技の3部門（女子シングルス・女子ダブルス・混合ダブルス）が増設されるのは、1922年からである。
- 初期の全豪選手権のように、外国人出場者が少なかった時期は、地元オーストラリア人選手の国旗表示を省略する。

## 大会経過

### 男子シングルス
準々決勝
- フレッド・アレクサンダー vs. ハリー・ギッブス　6-2, 6-1, 6-1
- ハリー・パーカー vs. カップルズ　6-1, 6-3, 6-2
- アルフレッド・ダンロップ vs. スタンレー・ダウスト　6-3, 6-4, 4-6, 8-6
- エリック・ポックリー vs. パーシー・コルクホーン　7-5, 1-6, 7-5, 7-5

準決勝
- フレッド・アレクサンダー vs.  ハリー・パーカー　6-3, 8-6, 1-6, 6-0
- アルフレッド・ダンロップ vs. エリック・ポックリー　6-2, 6-3, 6-2

## 決勝戦の結果
- 男子シングルス： フレッド・アレクサンダー vs. アルフレッド・ダンロップ　3-6, 3-6, 6-0, 6-2, 6-3
- 男子ダブルス： フレッド・アレクサンダー＆アルフレッド・ダンロップ vs.  アンソニー・ワイルディング＆G・シャープ　6-3, 6-2, 6-1